# Kilbourne, Illinois
Kilbourne är en ort i Mason County i delstaten Illinois, USA.